# Juan José Ebarlín

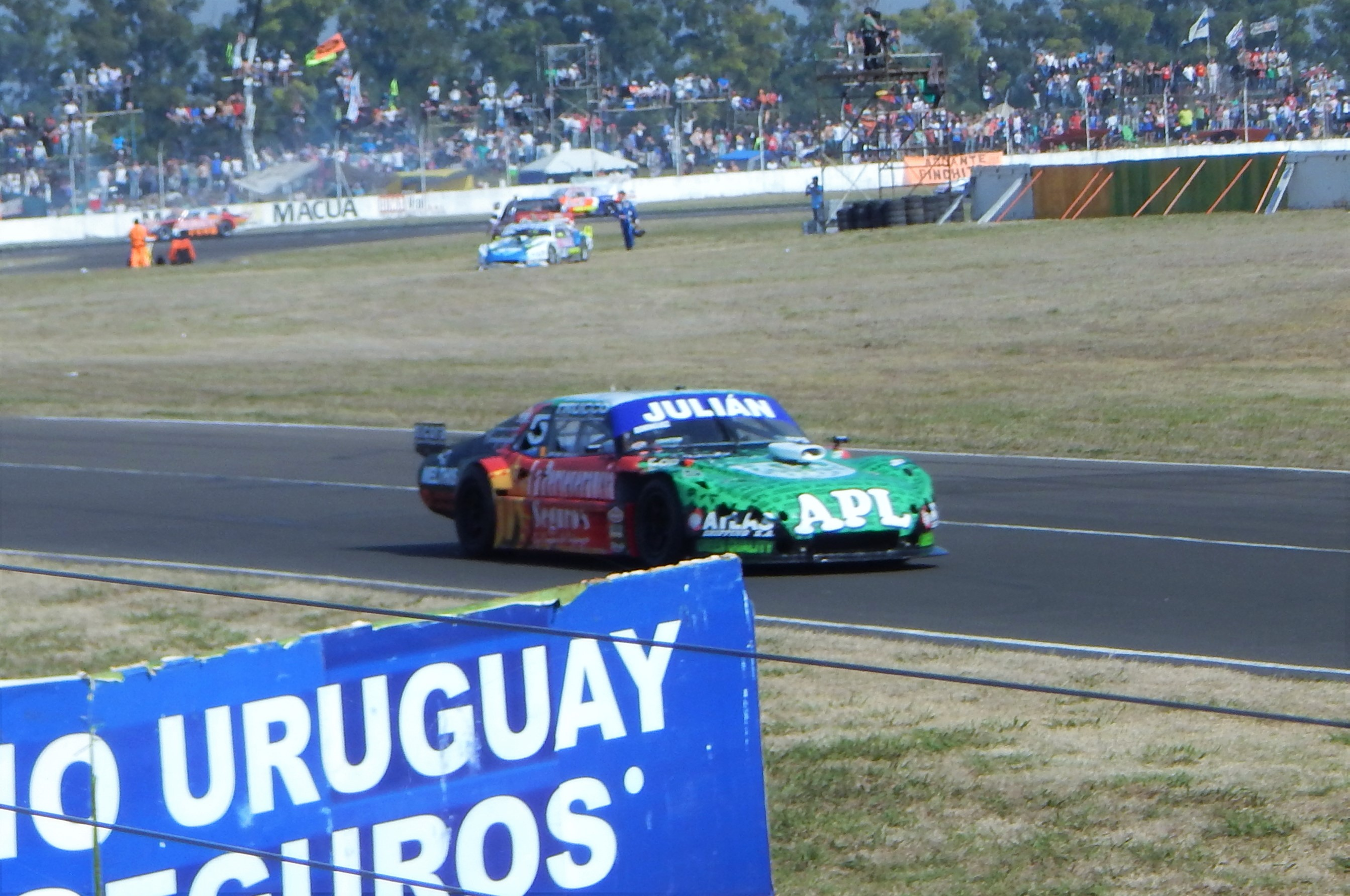
Ebarlín en el Circuito de Paraná, por el campeonato 2015 del TC.

Juan José Ebarlín (Benito Juárez, Provincia de Buenos Aires, 3 de agosto de 1990) es un piloto argentino de automovilismo de velocidad. Inició su carrera deportiva en el año 2000, compitiendo en categorías de Karting, debutando en el campeonato zonal de la categoría Escuela de Tres Arroyos. Continuó perfeccionándose en las categorías de kart de su provincia, alcanzando títulos en 2005 y 2006. Debutó en el automovilismo de velocidad compitiendo en el Desafío Focus, monomarca creada por Ford Argentina, donde compitió con un Ford Focus I.
Compitió también en las categorías GT 2000, Top Race Junior y TC Pista Mouras, categoría de la que debutara consagrándose subcampeón en 2009 y obteniendo el ascenso al TC Mouras con 2 victorias. Debutó en el TC Mouras en 2010 consiguiendo algunas victorias, para finalmente consagrarse campeón en el año 2012, al obtener la Copa Coronación "Río Uruguay Seguros", con dos victorias y siete podios a bordo de su Chevrolet Chevy. Tal consagración le valió el ascenso para competir en la Temporada 2013 en la categoría TC Pista.
El 21 de febrero de 2016, debutó en la máxima categoría, el Turismo Carretera, en la ciudad rionegrina de Viedma, con la marca Torino.

## Trayectoria
| Año       | Categoría                            | Automóvil                |
| --------- | ------------------------------------ | ------------------------ |
| 2000      | Campeonato zonal en Tres Arroyos     | Karting Escuela 50 cc.   |
| 2001      | Zonal de Balcarce                    | Karting Escuela 50 cc.   |
| 2002      | Zonal del Atlántico                  | Karting Escuela 50 CC    |
| 2003-2004 | Zonal del Atlántico                  | Karting Junior 125 CC    |
| 2005      | Campeón Zonal del Atlántico          | Karting Junior 125 CC    |
| 2006      | Campeón Pro Kart torneo nocturno     | Karting 125 CC (Menores) |
| 2006      | Campeón Zonal del Atlántico          | Karting Senior 125 CC    |
| 2006      | Desafío Focus                        | Ford Focus I             |
| 2007      | Top Race Junior                      | Chevrolet Vectra II      |
| 2008      | GT 2000                              | Scorpion-Vectra          |
| 2009      | Debut en TC Pista Mouras. Subcampeón | Ford Falcon              |
| 2010      | Debut en TC Mouras                   | Dodge Cherokee           |
| 2011      | TC Mouras                            | Dodge Cherokee           |
| 2011      | TC Mouras                            | Chevrolet Chevy          |
| 2012      | Campeón TC Mouras                    | Chevrolet Chevy          |
| 2013      | TC Pista                             | Chevrolet Chevy          |
| 2013      | TC Mouras, Torneo de Invitados       | Chevrolet Chevy          |
| 2014      | TC Pista                             | Chevrolet Chevy          |
| 2014      | TC Mouras, Torneo de Invitados       | Chevrolet Chevy          |
| 2015      | TC Pista                             | Chevrolet Chevy          |
| 2015      | TC Mouras, Torneo de Invitados       | Chevrolet Chevy          |
| 2016      | Turismo Carretera                    | Torino Cherokee          |
| 2017      | Turismo Carretera                    | Chevrolet Chevy          |

- [2]

## Palmarés
| Título     | Categoría       | Automóvil       | Año  |
| ---------- | --------------- | --------------- | ---- |
| Subcampeón | TC Pista Mouras | Ford Falcon     | 2009 |
| Campeón    | TC Mouras       | Chevrolet Chevy | 2012 |